# Margaret Mead
Margaret Mead (n. 16 decembrie 1901, Pennsylvania, SUA – d. 15 noiembrie 1978, New York City, New York, SUA) este unul dintre cei mai renumiți antropologi ai tuturor timpurilor, ea contribuind atât la dezvoltarea acestei discipline cât și la instituționalizarea acesteia.
A fost o scriitoare prolifică, scriind 44 de cărți și peste 1.000 de articole; publicațiile ei fiind traduse în foarte multe limbi, munca ei continuând și astăzi să contribuie la înțelegerea diverselor culturii.
Publicația Time a considerat-o una dintre cele mai influente femei ale secolului al XX-lea.

## Biografie
Margaret Mead s-a născut pe 16 decembrie 1901 în Philadelphia. A absolvit Colegiul Barnard, unde a studiat științele economice și sociologia. Tot aici a devenit interesată și de antropologie.
În septembrie 1923, s-a căsătorit cu Luther Cressman, trecând totodată la religia baptistă, de bunăvoie. Continuându-și studiile, ea a avut oportunitatea de a face muncă de teren în Samoa. Aici, ea a studiat adolescentele Manu în raport cu adolescentele americane, întregindu-și studiile etnografice și descoperind că personalitatea este influențată de cultură, nu de materialul genetic. În drumul de întoarcere, l-a întâlnit pe antropologul Reo Fortune, care i-a devenit soț, imediat ce a divorțat de Luther. După experiența în Samoa a publicat lucrarea Coming of Age in Samoa.
În decembrie 1931 a călătorit în Noua Guinee pentru a studia cultura Arapesh și mai târziu pe cele Mudugumor și Tchambuli. Diferențele culturale au dus la publicarea altei lucrări Sex and Temperament in Three Primitive Societies.
Margaret Mead a participat și la numeroase proiecte în Bali unde a putut observa mult mai mult diversitatea culturală. Aici l-a întâlnit pe Gregory Bateson, un alt antropolog de care s-a îndrăgostit și cu care s-a căsătorit după ce a divorțat de Reo Fortune. După căsătoria cu Gregory Bateson, cei doi au dorit un copil, dar din cauza condițiilor improprii Margaret a pierdut mai multe sarcini. Într-un final, în 1939 s-a născut Mary Catherine Bateson care a devenit tot antropolog.
Margaret Mead a studiat numeroase culturii cu valori diferite. Ea a intenționat să distrugă ideea conform căreia rolurile erau înnăscute și neschimbabile. Ea a fondat ideea conform căreia atributele feminine și masculine erau determinate de efortul sistematic din partea părinților, nu de diferențierea identității sexuale. Margaret Mead a fost interesată de toate aspectele diferențelor interculturale. Ca om de știință ea a lărgit orizonturile relevanței antropologiei în acțiunile sociale.
Margaret Mead a murit în 1978.

## Contribuții
Influențată de ideile lui Sigmund Freud, Margaret Mead a încercat să le verifice empiric pe cazul unor populații din Samoa și Noua Guinee, cu scopul mereu subliniat al comparației între obișnuințele determinate cultural ale populațiilor de aici și ale celor din SUA. Între lucrările de referință trebuie amintite Coming of Age în Samoa, Growing up in New Guineea, Sex and Temperament și Male and Female, toate fiind best-seller-uri în America, bucurându-se de o popularitate excepțională .
Margaret Mead privește raportul dintre cultură și personalitate subliniind condiționarea culturală a personalității, iar nu condiționarea culturii de către personalitate, cum făcuse Benedict. Fidelă lui Boas, Mead a încercat să demonstreze în mod concret și prin elemente comparabile accesibile și simțului comun, nu doar specialiștilor, plasticitatea naturii umane în raport cu determinațiile biologice. În ceea ce privește comportamentul excesiv și turbulent al adolescenților, presupus a fi universal, Mead demonstrează pe cazul adolescentelor din Samoa că trecerea de la pubertate la adolescență poate fi făcută fără tulburări psihologice majore. Acest lucru s-ar datora faptului că modelele comportării sexuale din Samoa sunt mult mai puțin inhibitoare decât cele din civilizația vestică. În Samoa comportamentul sexual lejer nu produce inhibițiile și refulările caracteristice tinerilor din clasele de mijloc occidentale, care sunt prinși în stereotipii constrângătoare cu privire la sexualitate. Datorită acestui fapt, fetele din Samoa se constituie în personalități normale, în timp ce tinerele americance în personalități patologice. Cultura din Samoa, afirmă Mead, nu încurajează sentimentele ascunse, secretul, tăinuirea și e caracterizată de relații de familie lejere, lipsite de teamă și fără conflicte. Membrii acestei populați trec cu vederea sau tolerează iubirea liberă dintre adolescenți, iar ca rezultat al acestui fapt, nesupunerea sau revolta adolescenților este necunoscută.
„Tabu-urile sexuale, care sunt prezente într-o formă proeminentă, în cea mai mare parte a culturilor polineziene, sunt practic absente în Samoa. Diviziunea muncii este foarte clară.[…] Atât bărbații cât și femeile execută muncile „simple” precum agricultura, pescuitul, gătitul, împletirea coșurilor. Copii sunt atrași în activități simple, pe măsura posibilității, iar educația fetelor și a băieților este foarte asemănătoare. Nu există standarde care să impună „feminitatea” fetelor sau „masculinitatea” băieților. […]”
Metoda de abordare a acestei probleme a inclus investigarea a trei aspecte ale vieții adolescentelor: 
- problema relației cu familia, comportamentul în relațiile cu comunitatea și cu cei de aceeași vârstă,
- problema sexului, unde sunt incluse și relațiile afective (prieteniile) și
- ancheta privind dezvoltarea intereselor personale sau religioase sau de altă natură.

O alta carte extrem de discutată a fost Sex and Temperament in Three Primitive Societies. Aceasta a devenit „piatra de temelie” a mișcării de emancipare a femeilor. Ea a declarat că „nimeni nu știe în ce măsură temperamentul este biologic determinat de sex”. Ea a sperat să poată observa dacă factorii sociali sau culturali afectează temperamentul. Sunt bărbații inevitabil agresivi? Sunt femeile inevitabil „mobile”? Ea a urmărit 3 culturi din Noua Guinee, fiecare având diferite variabile pe care noi le asociem cu feminin sau masculin. Margaret Mead s-a declarat surprinsă și că nu era ceea ce incerca să găsească. Chiar așa era.
Studiul comparativ pe care l-a realizat a arătat diferențe în rolurile asumate de cele două sexe în culturi diferite:
- în populația Arapesh atât bărbații cât și femeile aveau un temperament pacifist, între ei nefiind război.
- în populația Mundugumor opoziția era clară față de populația Arapesh: atât femeile cât și bărbații aveau un caracter agresiv, războinic.
- în populația Tchambuli situația era diferită față de primele două. Bărbații împodobeau și își pierdeau timpul decorându-se, în timp ce femeile lucrau și erau practic în opoziție cu ceea ce se întâmpla la începutul secolului XX in America.

În Growing up in New Guineea, Mead urmărește problema educației copiilor, a felului în care aceștia asimilează cultura grupului care le formează personalitatea, iar în Male and Female analizează felul în care rolurile de gen sunt determinate cultural. Mead s-a mai remarcat și prin dezvoltarea metodologiilor noi, în speță utilizarea mijloacelor filmice de reprezentare a culturilor exotice. În fine, Mead a fost acuzată că nu a studiat culturile ca întreguri, ci a verificat mai degrabă ipoteze formulate pe seama unor probleme presante ale culturii americane.

## Operele lui Margaret Mead
- Coming of Age in Samoa (1928)
- Growing Up in New Guinea (1930)
- The Changing Culture of an Indian Tribe (1932)
- Sex and Temperament in Three Primitive Societies (1935)
- Male and Female (1949)
- New Lives for Old: Cultural Transformation in Manus, 1928-1953 (1956)
- People and Places (1959)
- Continuities in Cultural Evolution (1964)
- Culture and Commitment (1970)
- Blackberry Winter (1972; a biographical account of her early years)
- Cultural Patterns and Technical Change, ed. (1953)
- Primitive Heritage: An Anthropological Anthology, ed. with Nicholas Calas (1953)
- An Anthropologist at Work, ed. (1959, repr. 1966; a volume of Ruth Benedict's writings)
- The Study of Culture At A Distance, Edited with Rhoda Metraux (1953)
- Themes in French Culture, co-authored with Rhoda Metraux (1954)
- A Way of Seeing, co-authored with Rhoda Metraux, (1975)
- Cooperation and Competition Among Primitive Peoples (1937)
- The Mountain Arapesh, 3 volumes (1938-1949)
- And Keep Your Powder Dry: An Anthropologist Looks at America (1942)
- Balinese Character: A Photographic Analysis (1942)
- Male and Female: A Study of the Sexes in a Changing World (1949)
- The School in American Culture (1951)
- Methods of Research of Contemporary Cultures (1954)
- Childhood in Contemporary Cultures (1955)
- The Golden Age of American Anthropology (1960)
- Anthropology: A Human Science (l964)
- Anthropologists and What They Do (1965)
- Family (1965)
- The Wagon and the Star: A Study of American Community Initiative (1966)
- The Small Conference: An Innovation in Communication (1968)
- Science and the Concept of Race (1968)
- Twentieth Century Faith: Hope and Survival (1972)
- To Love or to Perish: The Technological Crisis and the Churches (1972)
- Ruth Benedict (1974)
- World Enough: Rethinking the Future (1975)
- Letters From the Field: 1925-1975 (1977)
- A Study in Heredity and Environment Based on an Investigation of the Phenomena of Adolescence among Primitive and Civilized Peoples